# Simmia di Rodi
Simmia o Simia (in greco antico: Σιμμίας ὁ Ῥόδιος?, Simmías ho Rhódios; in latino Simmias Rhodius; Rodi, 300 a.C. circa – III secolo a.C.) è stato un poeta e filologo greco antico, appartenente al gruppo di alessandrini, dediti alla poesia elegiaca e alla filologia, che ebbe come caposcuola Fileta di Cos e annoverò Ermesianatte, Fanocle, Alessandro Etolo e Partenio di Nicea.

## Biografia
Non sappiamo molto sulla vita di Simmia (o Simia). Dal lessico Suda sappiamo che compose varie opere in prosa e poesia.
Secondo Efestione, a Simmia deve essere attribuita l'ideazione dell'esametro coriambico, metro che per essere stato impiegato da Filico di Corcira veniva chiamato anche Philicio dai grammatici antichi. L'informazione di Efestione permette di datare l'epoca in cui è vissuto Simmia: precedente almeno il III secolo a.C., età in cui era vissuto Filico il cui Inno a Demetra (in esametri coriambici, per l'appunto) era stato trovato in due papiri egiziani del III secolo a.C.

## Opere

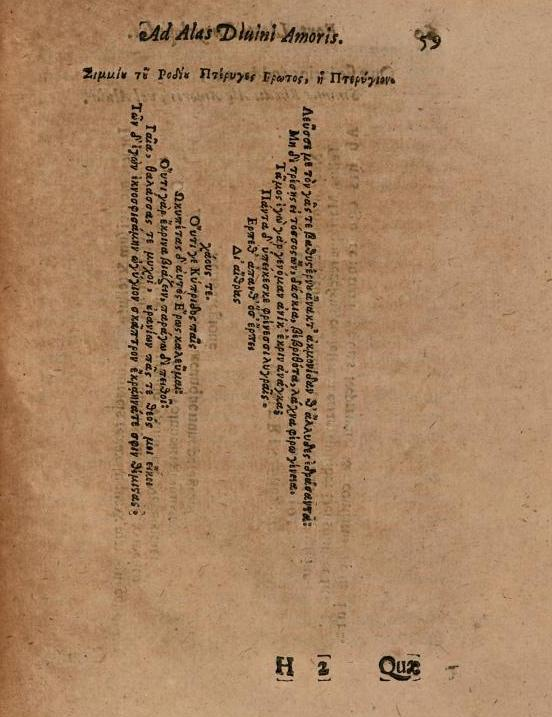
Le ali, componimento figurato di Simmia; tratto dal volume Ad alas amoris divini a Simmia Rhodio compactas di Fortunio Liceti.

Della sua attività grammaticale resta il titolo di una raccolta di Γλῶσσαι (Glòssai) in tre libri.
Alla sua opera poetica appartengono i Ποιήματα διάφορα (Poièmata diàfora, ossia versi di contenuto vario) in quattro libri, tra i quali epilli con Apollo e Gorgò, oltre che carmi eziologici (I Mesi) di cui restano scarsi frammenti; ancora, Simmia compose epigrammi, quasi tutti funebri.
Ci sono inoltre pervenuti tre carmi figurati, di cui secondo la tradizione Simmia sarebbe stato l'inventore. Del resto, le innovazioni metriche attribuite a Simmia erano molto numerose.
I carmi figurati (o technopáignia) erano dei componimenti poetici i cui versi venivano disposti in modo da riprodurre una determinata figura, generalmente una figura geometrica. Nel caso di Simmia, i tre carmi La scure, Le ali e L'uovo erano disposti a formare le figure dei titoli: una scure, delle ali appartenenti al dio Eros e un uovo.